# Трабия
Трабѝя (на италиански: Trabia; на сицилиански: a Trabbìa, а Трабия) е пристанищен град и община в Южна Италия, провинция Палермо, автономен регион и остров Сицилия. Разположен е на брега на Тиренско море. Населението на общината е 10 638 души (към 2011 г.).